# Kleine Boodschap (Efteling)
Kleine Boodschap is een figuur in het Sprookjesbos van het Nederlandse attractiepark de Efteling. Kleine Boodschap is te vinden voorbij Vrouw Holle. De figuur stelt een baardloze dwerg of kabouter voor die, zittend op een sokkel, een constante wijzende beweging richting de toiletten maakt. Hierbij roept hij continu de woorden Kleine boodschap. Een "kleine boodschap" is een veelgebruikt eufemisme voor urineren.

## Geschiedenis
Kleine Boodschap behoort tot de tien oorspronkelijke uitbeeldingen waarmee het Sprookjesbos op 31 mei 1952 de deuren opende. Net als veel andere attracties uit de begintijd van het park is Kleine Boodschap bedacht door Peter Reijnders en ontworpen door Anton Pieck. 
De kabouter geldt, samen met figuren als Langnek, als een van de meest herkenbare figuren van de Efteling en wordt daarom van oudsher veel ingezet als beeldmerk binnen de publiciteit van het park. Van 1987 tot 1989 maakte de figuur ook deel uit van het officiële logo van de Efteling. In 1963 werd Kleine Boodschap gestolen. Hij werd echter later onbeschadigd in Tilburg teruggevonden.
Lijst van attracties in de Efteling · Lijst van sprookjes in de Efteling · Afbeeldingen